# Charlotte Mary Yonge
Charlotte Mary Yonge (Otterbourne, Hampshire, 11 de Agosto de 1823 — Otterbourne, Hampshire, 24 de Maio de 1901) foi novelista inglesa. Renomada por seu grande número de obras publicadas, porém, atualmente, é pouco divulgada. Sua obra mais notável intitula-se "The Heir of Redclyffe" (O herdeiro de Redclyffe, 1853).

## Carreira literária
Ela começou a escrever em 1848, e publicou durante sua longa vida cerca de 160 obras, principalmente romances. Seu primeiro sucesso comercial, The Heir of Redclyffe (1853), forneceu o financiamento para permitir que a escuna Southern Cross fosse colocada em serviço em nome de George Selwyn. Obras de caridade semelhantes foram feitas com os lucros de romances posteriores. Yonge também foi fundadora e editora por quarenta anos do The Monthly Packet, uma revista (fundada em 1851) com um público variado, mas voltada para as garotas anglicanas britânicas (nos últimos anos foi dirigida a um público um pouco mais amplo).
Entre as obras mais conhecidas estão The Heir of Redclyffe, Heartsease e The Daisy Chain. A Book of Golden Deeds é uma coleção de histórias verdadeiras de coragem e auto-sacrifício. Ela também escreveu Cameos de English History, Life of John Coleridge Patteson: Missionary Bishop of the Melanesian Islands, e Hannah More. Sua History of Christian Names foi descrita como "a primeira tentativa séria de abordar o assunto" e como o trabalho padrão sobre nomes no prefácio da primeira edição do Dicionário Oxford de nomes cristãos ingleses de Withycombe (1944).
Por volta de 1859, Yonge criou um grupo literário formado por primas mais novas para que elas pudessem escrever ensaios e obter conselhos de Yonge sobre sua escrita. Juntos, eles criaram uma revista particular, "The Barnacle", e essa colaboração continuou até cerca de 1871. Isso foi valioso, pois pode ter sido a última geração de meninas a serem educadas em casa. Sua afilhada, Alice Mary Coleridge, contribuiu com o nome de "Gurgoyle" desde a primeira edição, desenhando as capas e contribuindo com traduções, artigos e versos. 
Seu exemplo pessoal e influência sobre sua afilhada, Alice Mary Coleridge, desempenhou um papel formativo no zelo de Coleridge pela educação das mulheres e, assim, indiretamente, levou à fundação da Abbots Bromley School for Girls. 
Após sua morte, sua amiga, assistente e colaboradora, Christabel Coleridge, publicou a biográfica Charlotte Mary Yonge: sua Vida e Cartas (1903).

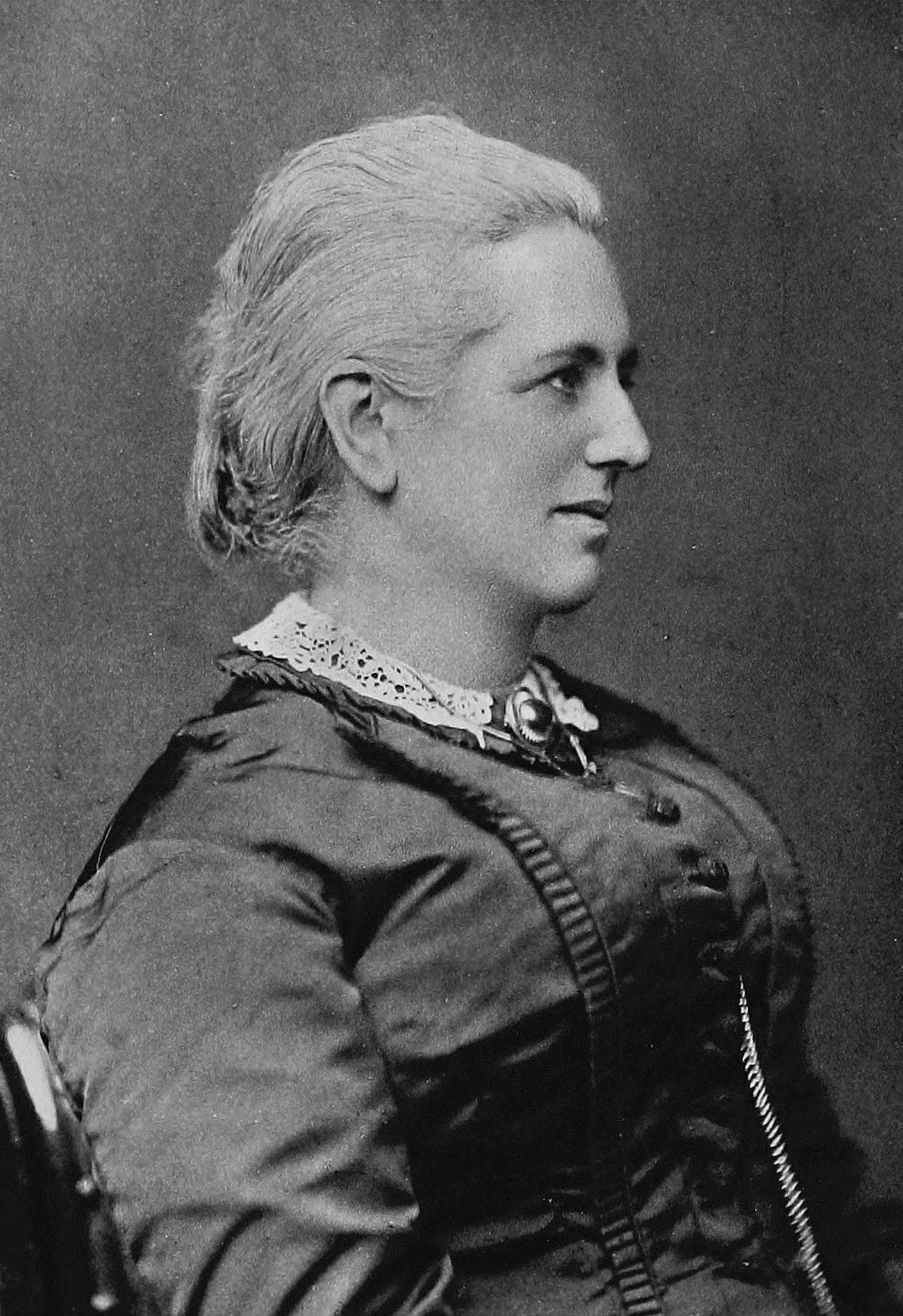
Charlotte Mary Yonge mais tarde na vida

## Obras
- Abbeychurch; or, Self Control and Self Conceit (1844)
- The Heir of Redclyffe (1853)
- Scenes and Characters; or, Eighteen Months at Beechcroft (1853?)
- Heartsease; or, The Brother's Wife (1854)
- The Little Duke: Richard the Fearless (1854)
- The Lances of Lynwood (1855)
- The Daisy Chain, or Aspirations (1856)
- Marie Thérèse de Lamourous: Foundress of the House of la Misércorde, at Bourdeaux (1858)
- Countess Kate (1860)
- Friarswood Post-Office (1860)
- The Young Step-Mother; or a Chronicle of Mistakes (1861)
- A Book of Golden Deeds of All Times and All Lands (1864)
- The Trial; or, More Links of the Daisy Chain (1864)
- The Clever Woman of the Family (1865)
- The Prince and the Page: A Story of the Last Crusade (1866)
- The Dove in the Eagle's Nest (1866)
- The Chaplet of Pearls; or, The White and Black Ribaumont (1868)
- Cameos from English History, from Rollo to Edward II (1868)
- Little Lucy's Wonderful Globe and Other Stories (1871)
- Aunt Charlotte's Stories of Greek History (1873)
- Life of John Coleridge Patteson: Missionary Bishop of the Melanesian Islands (1874)
- Young Folks' History of Rome (1878)
- Young Folks' History of England (1879)
- Magnum Bonum; or, Mother Carey's Brood (1879)
- Unknown to History: A Story of the Captivity of Mary of Scotland (1881)
- History of France (1882)
- The Armourer's Prentices (1884) Romance histórico ambientado na época de Henrique VIII.[4]
- History of Christian Names (1884)
- The Two Sides of the Shield (1885) – sequência de Scenes and Characters, OCLC 10000148
- Hannah More (1888)
- A Reputed Changeling (1889)
- Two Penniless Princesses (1891)